# Fussverkehr Schweiz
Fussverkehr Schweiz ist ein Schweizer Fachverband für Fussverkehr. Er wurde 1972 unter dem Namen «Arbeitsgemeinschaft Rechtsgrundlagen für Fuss- und Wanderwege» als öffentlich-rechtlicher Verein gegründet. Ziel war es, eine Volksinitiative zur Förderung des Fussverkehrs zu lancieren. 1985 wurde der Verband auf den Namen «Arbeitsgemeinschaft Recht für Fussgänger» (ARF) umbenannt. Seit 1999 trägt er seinen heutigen Namen.
Wesentliche Erfolge des Verbandes sind die Annahme der Volksinitiative zur Förderung der Fuss- und Wanderwege mit einer Zustimmung von 77,9 Prozent im Jahr 1979 und in der Folge die Einführung des Fuss- und Wanderwegesetzes (FWG), das im Jahre 1987 in Kraft trat.
Der Verein ist vom Bund als Fachorganisation mit eigenem Beschwerderecht anerkannt und unterstützt den Bund und die Kantone bei der Umsetzung des Fuss- und Wanderweggesetzes.
Fussverkehr Schweiz hat etwa 1500 Mitglieder. Darunter sind Privatpersonen, Institutionen, Unternehmen, aber auch 146 Gemeinden. Von den zehn größten Schweizer Städten sind neun Mitglieder: Zürich, Genf, Bern, Lausanne, Winterthur, Luzern, St. Gallen, Lugano und Biel.